# Giro dell'Umbria 1949
Il Giro dell'Umbria 1949, ventiduesima edizione della corsa, si svolse nel 1949. La vittoria fu appannaggio del francese Amédée Rolland il quale precedette gli italiani Nazzareno Moretti e Fausto Marini.

## Ordine d'arrivo (Top 3)
| Pos. | Corridore         | Squadra | Tempo |
| ---- | ----------------- | ------- | ----- |
| 1    | Amédée Rolland    | -       | ?     |
| 2    | Nazzareno Moretti | -       | ?     |
| 3    | Fausto Marini     | -       | ?     |